# جون س. روبنسون
جون س. روبنسون (بالإنجليزية: John C. Robinson)‏ هو عالم طيور أمريكي، ولد في 1959.